# Würm (Pforzheim)
Das Dorf Würm ist seit dem 1. September 1971 ein Stadtteil von Pforzheim mit 2.960 Einwohnern (Stand Dezember 2023). Er liegt etwa fünf Kilometer südlich von Pforzheim am gleichnamigen Fluss.

## Geographie
Die Größe der Gemarkungsfläche beträgt 822 ha, von denen 76,4 % Wald sind.

## Geschichte
Der Höhenstadtteil Würm blickt auf eine 900-jährige Geschichte zurück; die erstmalige Bewirtschaftung und Besiedlung des Gebiets erfolgte im 11. Jahrhundert, als unter Federführung der Herren von Kräheneck-Weißenstein weite Teile des Nordschwarzwalds erschlossen wurden. Charakteristisch für die Gründung Würms waren Waldhufendörfer, welche aus der Rodung und Urbarisierung einstiger Wälder hervorgingen. Die benachbarte Burg Liebeneck steht im Zusammenhang mit der Entstehung Würms. Die erste Erwähnung befindet sich in einer Urkunde aus dem Jahre 1263. Dort ist die Existenz der Festung Hoheneck und der Villa Würme dokumentiert. In den nachfolgenden Jahrhunderten war Würm Gegenstand vieler Besitzkonflikte. Zu Beginn des 16. Jahrhunderts umfasste Würm 18 Hufen. Ab dem 18. Jahrhundert erfuhr Wurm einen städtebaulichen und demografischen Wandel; das einstige Hufendorf wurde verdichtet, zeitgenössische Wohnhäuser verdrängten die historischen Hufen. Der Grund dafür waren unter anderem Arbeiter der Pforzheimer Schmuckindustrie, die mangels Wohnraum in die Nachbargemeinden zogen. Heute prägen weite Neubaugebiete im südlichen Ortsteil das Ortsbild.

## Einrichtungen

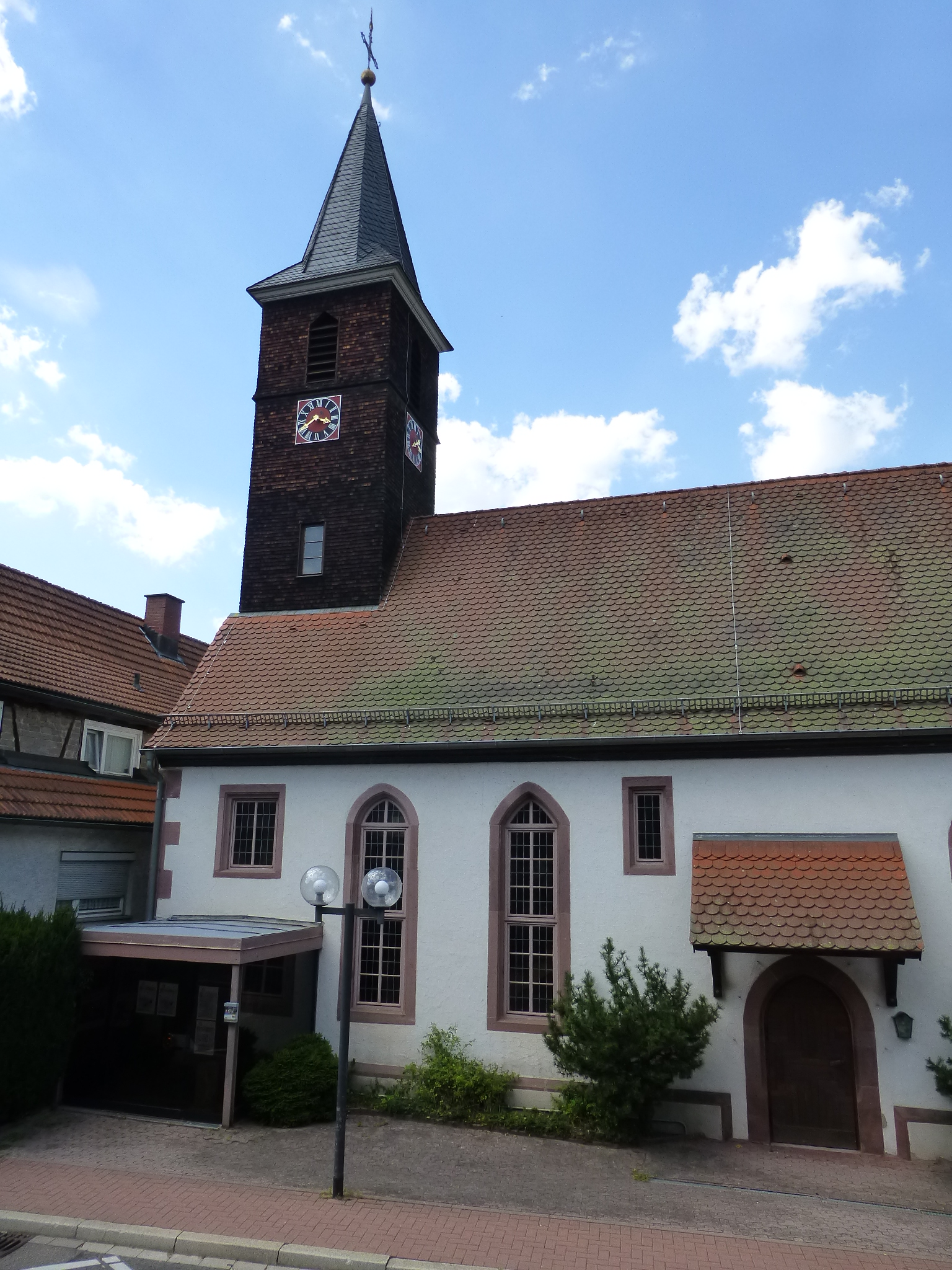
Kirche

- Grundschule
- Ortsverwaltung
- Sportgelände (Phönix Würm)
- Sport- und Mehrzweckhalle
- Tennisanlage
- Kirche, katholisch
- Kirche, evangelisch
- Kirche, neuapostolisch
- Altenpflegeheim

## Fußballverein
Der Fußballverein FC Phönix Würm EV wurde 1910 gegründet.

## Judoverein
Der Judosportverein Würm e. V. wurde 1996 gegründet.

## Busverbindungen
Würm wird von verschiedenen Buslinien des Verkehrsverbundes Pforzheim-Enzkreis bedient:
- Die Busse der Linien 666 und 767 halten nur an der Haltestelle Alte Post.
- Die Busse der Linie 4 fahren durch den Ortsteil Würm mit mehreren Haltestellen zum Ortsteil Huchenfeld und anschließend wieder durch Würm in Richtung Pforzheim Hauptbahnhof.
- Die Busse der Linie 41 fahren nur den Ortsteil Würm an und bedienen sämtliche Haltestellen (Endhaltestelle Ritterstraße).

## Sehenswertes
Zu Würm gehört auch die südöstlich über dem Würmtal gelegene, nur über Wanderwege erreichbare Burgruine Liebeneck, die vermutlich die Floßzollstelle am Fluss schützen sollte.